# Gymnopternus consanguineus
Gymnopternus consanguineus är en tvåvingeart som först beskrevs av Harmston 1952.  Gymnopternus consanguineus ingår i släktet Gymnopternus och familjen styltflugor.
Artens utbredningsområde är Washington. Inga underarter finns listade i Catalogue of Life.